# Kýthros
Kýthros (grec moderne : Κύθρος) est une île ionienne faisant partie du dème (municipalité) de Méganisi, en Grèce.

## Description
Il s'agit d'une île inhabitée située à 1,3 km au sud-est de Petalou et à 300 m de Méganisi. C'est une île privée.